# Jordi Sans
Jordi Sans Juan (Barcelona, 3 de agosto de 1965) es un jugador español de waterpolo.

## Biografía
Jugó en la selección española de waterpolo que ganó la medalla de oro en las olimpiadas de Atlanta en 1996 y plata en Barcelona 1992, desde el año 1982 hasta el 2000. Publicó un libro-biografía el año 2003 (un camí, una fita, els meus cinc Jocs Olímpics). Participó en 5 Juegos Olímpicos, 5 mundiales y 6 europeos. Durante su carrera de waterpolista, comenzó a trabajar en puestos de gestión deportiva:Adjunto a la gerencia del C.N.Montjuïc, subdirector deportivo y gerente de explotación del club Mediterrani, director del C.N.Poblenou. A partir de 2003 pasó a ser director deportivo y de relaciones institucionales de la Unió de Federacions Esportives de Catalunya (UFEC). En 2011 recibió la Medalla de Oro de la Real Orden del Mérito Deportivo.

## Selección nacional
Ha sido internacional con la Selección nacional de Waterpolo en 483 ocasiones.

## Clubes
- Club Natació Montjuïc ( España)
- Club Esportiu Mediterrani ( España)
- Club Natació Poble Nou ( España)
- Club Natació Catalunya ( España)
- Club Natació Atlètic-Barceloneta (2000-2004) ( España)

## Títulos
Como jugador de club
- Seis Ligas nacionales de waterpolo (España)[3] (1984, 1985, 1986, 1998 2001, 2003).
- Cuatro Copas del Rey (España) (1992, 2000, 2001, 2004,).
- Tres super copas de España.

Como jugador de la selección española
- 4º y diploma olímpico, Juegos Olímpicos de Sídney 2000.
- Bronce Copa del Mundo Sídney 2000
- Oro en el campeonato mundial de waterpolo masculino de Perth 1998.
- Oro en los Juegos Olímpicos de Atlanta 1996.
- Plata en el campeonato mundial de waterpolo masculino de Roma 1994.
- Bronce en el Europeo de Sheifield 1993.
- Plata Juegos Olímpicos de Barcelona 1992.
- Plata en el Europeo de Atenas 1991.
- Bronce Copa del Mundo de Barcelona 1991.
- Plata en el campeonato mundial de waterpolo masculino de Perth 1991
- Seleccionado All Star de las estrellas mundiales en 1989
- 6.º y diploma olímpico, Juegos Olímpicos Seúl 1988.
- Bronce Copa del Mundo Alemania 1985.
- 4º y diploma olímpico, Juegos Olímpicos Los Ángeles 1984.
- Campeón del Mundo Junior y máximo goleador 1983

## Premios, reconocimientos y distinciones
- Premio a la trayectoria deportiva en el International Sports Film Festival (2014)
- Premio Campeones a la trayectoria deportiva en la gala del mundo deportivo (2013)
- Medalla de Oro de la Real Orden del Mérito Deportivo (2011)
- Premio al deportista  Legendario (2007)
- Medalla de oro y brillantes de la Real Federación Española de Natación (2005)
- Premio Fair-Play a la mejor trayectoria deportiva (2004)
- Trofeo al deportista “amb mes seny” (2002)
- Oro al mejor waterpolista español del año (2002)
- Oro al mejor waterpolista Español del año (1999)
- Medalla de Plata de la Real Orden del Mérito Deportivo (1999)
- Caballero cófrade del Cava.
- Placa de Oro de la Real Orden del Mérito Deportivo (1996)
- Medalla de Oro al Mérito Deportivo de la F.E. Natación (1996)
- Medalla de Oro al Mérito Deportivo de la F.C. Natación (1994)
- Galardonado con la Orden Olímpica por su valiosa contribución al Deporte y al Olimpismo por el Comité Olímpico Español (1996)
- Medalla de la ciudad al Mérito Deportivo por el Ayuntamiento de Barcelona (1992)
- En 2006 recibió la insignia de honor del CN Atlètic-Barceloneta.[4]